# Lageon
Lageon település Franciaországban, Deux-Sèvres megyében. Lakosainak száma 372 fő (2022. január 1.). Lageon Amailloux, Gourgé, Louin, Maisontiers és Viennay községekkel határos.

## Népesség
A település népességének változása:
| Lakosok száma | 355  | 343  | 356  | 359  | 367  | 368  | 367  | 367  | 372  |
|               | 2013 | 2015 | 2016 | 2017 | 2018 | 2019 | 2020 | 2021 | 2022 |